# Manuel Sicilia
Manuel Sicilia Morales (nacido en 1971 en Granada, España) es un director, productor y guionista del cine de animación español, y director creativo del estudio de animación granadino Rokyn Animations.
Es conocido por haber dirigido y guionizado los largometrajes El lince perdido (2008) y Justin y la espada del valor (2013).
También ha trabajado en varios otros proyectos junto a gente como Sergio de la Puente, Raúl García o Antonio Banderas. Algunos cortometrajes en los que ha participado han sido "El corazón delator" (2005), "La dama y la muerte" (2009) o "Extraordinary Tales" (2015).
Su producción El lince perdido fue premiado con el Goya a "mejor película de animación" de 2009 y su largometraje Justin y la espada del valor ganó el Premio Forqué a "mejor película de animación" en 2014.
El 1 de febrero de 2025, su cortometraje "Estela" ganó el Premio Carmen al mejor cortometraje de animación.